# Stylodrilus tofaceus
Stylodrilus tofaceus is een ringworm uit de familie van de Lumbriculidae. De wetenschappelijke naam van de soort werd voor het eerst geldig gepubliceerd in 2020 door Rodriguez, Vučković en Kerovec.